# Château de Cisai
Le château de Cisai est une demeure des XVe – XVIe siècle qui se dresse sur le territoire de la commune française de Cisai-Saint-Aubin, dans le département de l'Orne, en région Normandie. L'édifice est partiellement inscrit au titre des monuments historiques.

## Localisation
Le château est situé à Cisai-Saint-Aubin, dans le département français de l'Orne.

## Historique
Il est connu comme une maison forte dès le XIIe siècle. Odon Borleng, gouverneur de Gacé, y entreposait le butin résultant du pillage des populations. Richard de l'Aigle s'en empara, et la maison forte devint un château fort avec douves et tours de défense aux angles.
À la fin du XVe siècle, Guillaume Erard, fait chevalier par François Ier, reconstruisit l'édifice selon un plan en équerre, dans le style Renaissance, avec deux tours.

## Description
Le château de Cisai actuel ne comprend plus que l'aile nord-est de l'ancien édifice. À la fin du XVIe siècle, le château style Renaissance fut doublé vers l'ouest. Les deux tours rondes à mâchicoulis datent probablement de cette époque. Occupé pendant la Seconde Guerre mondiale, une explosion endommagea la grande salle du rez-de-chaussée,.

## Protection
La tour de l'angle nord-est du logis ; la tour à l'angle sud-est de la cour ; les douves les reliant sont inscrits au titre des monuments historiques par arrêté du 19 juin 1991.

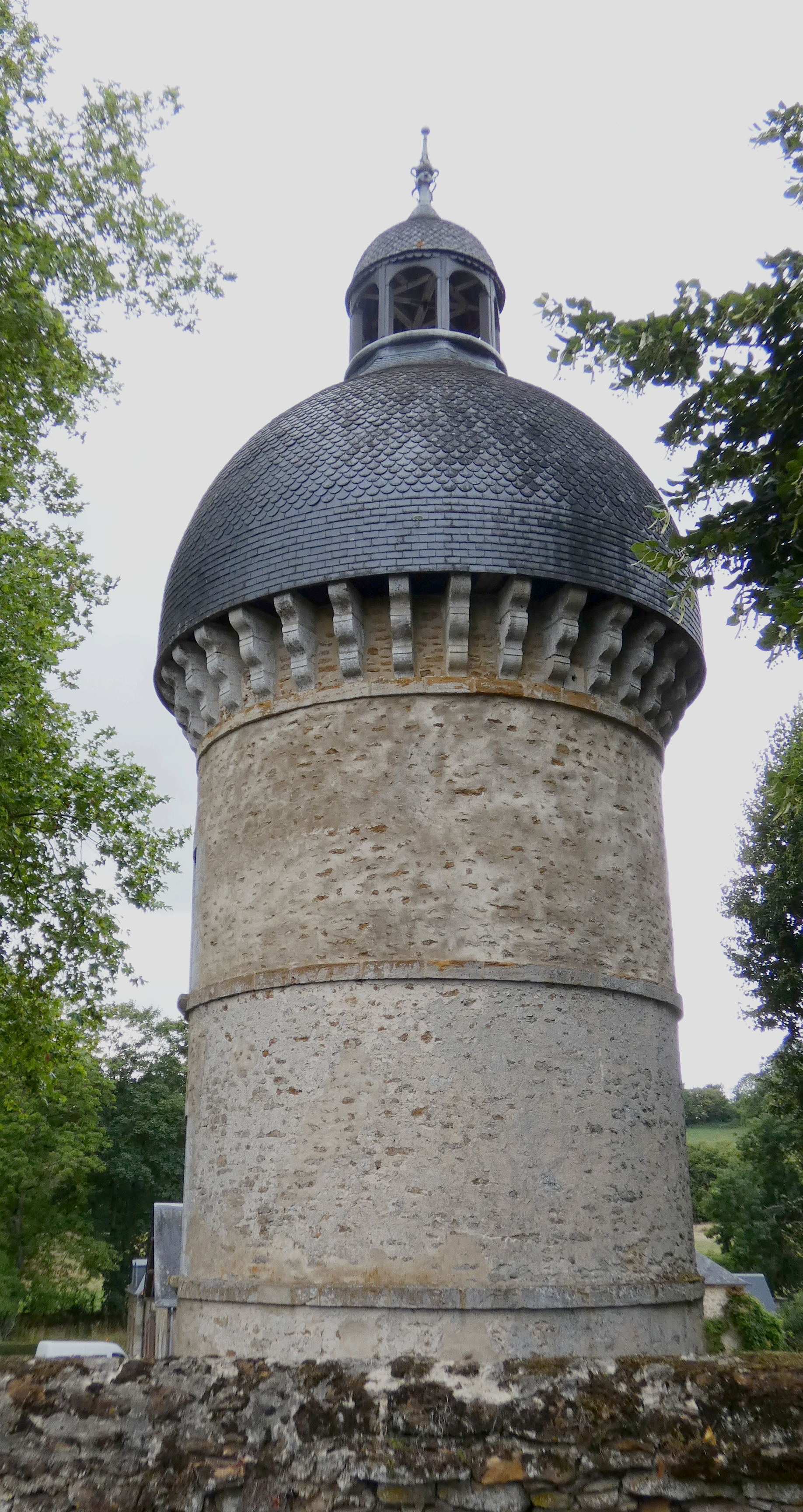
La tour sud-est vue du cimetière communal.